# Emmanuel College
El Emmanuel College es uno de los colleges que constituyen la Universidad de Cambridge, fundado en 1584 por sir Walter Mildmay en el lugar de un antiguo convento dominico. Mildmay, un puritano, intentó originalmente que el Emmanuel fuera un college que formara a predicadores protestantes, para rivalizar con las exitosas escuelas católicas que preparaban a frailes dominicos durante años.
El Emmanuel todavía tiene a unos cuantos estudiantes de teología, pero ahora incluye a muchos estudiantes de una amplia variedad de asignaturas y carreras, y abrió sus puertas a las mujeres en 1979.
El Emma, como se le conoce dentro de la universidad, atrae a un buen número pregraduados, debido a su reputación como college amable (aunque otros muchos colleges se definen a sí mismos de la misma manera). El Emmanuel ocupó la posición número 1 en la Tompkins Table en 2003, 2004, 2006 y 2007, que clasifica a los colleges de acuerdo con los resultados de los exámenes de fin de año. El Emmanuel ha estado entre los cinco primeros colleges de Cambridge durante los años 2000-2007.
El Emmanuel es uno de los colleges más ricos de Cambridge con un presupuesto estimado en 162 millones de libras (2005).

## Características especiales
La capilla del Emmanuel fue diseñada por Christopher Wren. Hay un gran estanque de peces en los terrenos, que aloja una colonia de patos. Hasta finales de la década de 1990, estos patos eran en gran parte Mallards, pero un antiguo director donó unas especies de patos más exóticos, que incluyeron los Carolina, los Mandarín, los Pintail, los Tufted, y los Wigeon.
Hay un fino ejemplo de Platanus orientalis en los jardines de los Profesores, que es famoso por haber vivido más de lo normal para su especie. Los jardines de los profesores también contienen una piscina que es una de las más antiguas de Europa.